# Quần thể núi lửa Cơ Long
Núi lửa Cơ Long (tiếng Trung: 基隆火山群; bính âm: Jīlóng Huǒshān Qún) là một quần thể núi lửa ở phía Bắc Đài Loan, trải dài từ Đài Bắc và Cơ Long, và tiếp giáp với bờ biển phía Bắc của Đài Loan. Cùng với núi Quán Âm và quần thể núi lửa Đại Truân, nó thuộc vùng núi lửa phía Bắc Đài Loan, tạo thành điểm kết thúc phía Tây của chuỗi đảo Ryukyu arc.
Quần thể này chủ yếu bao gồm andesit, mặc dù không có sự đồng nhất do sự pha trộn giữa lớp vỏ và lục địa. Sự lão hóa của các mẫu andesit, biotit và zircon đã đưa ra độ tuổi ước tính từ 0.8 và 1.7 Ma. Nó còn bao gồm mỏ vàng đồng lớn nhất của Đài Loan.